# سیارک ۳۷۰
سیارک ۳۷۰ (به انگلیسی: 370 Modestia، نامگذاری:1893AC) سیصد و هفتادمین سیارک کشف شده‌است که در ۱۴ ژوئیه ۱۸۹۳ و در نیس کشف شد.
قدر مطلق سیارک برابر ۱۰٫۶۸ است.